# Église Saint-Bruno de Saint-Vénérand
L'église Saint-Bruno est un édifice situé à Saint-Vénérand, en France.

## Localisation
L'église est située sur le territoire de la commune de Saint-Vénérand, dans le département de la Haute-Loire, en région Auvergne-Rhône-Alpes.

## Description
Édifice rural de taillle modeste, mais caractéristique de l'architecture gothique archaïque représentative du Velay. Église construite probablement aux XVe et XVIe siècles. Elle possède un clocher en campanile à quatre ouvertures dans le style roman. Au cours du XIXe siècle, travaux de restauration (réparation des chapelles vers 1850) et d'agrandissement (ajout d'une demi-travée en 1885). Présence d'un ensemble de mobilier particulièrement bien conservé.

## Historique
L'église est inscrite  au titre des monuments historiques par arrêté du 21 juin 1999.

## Galerie

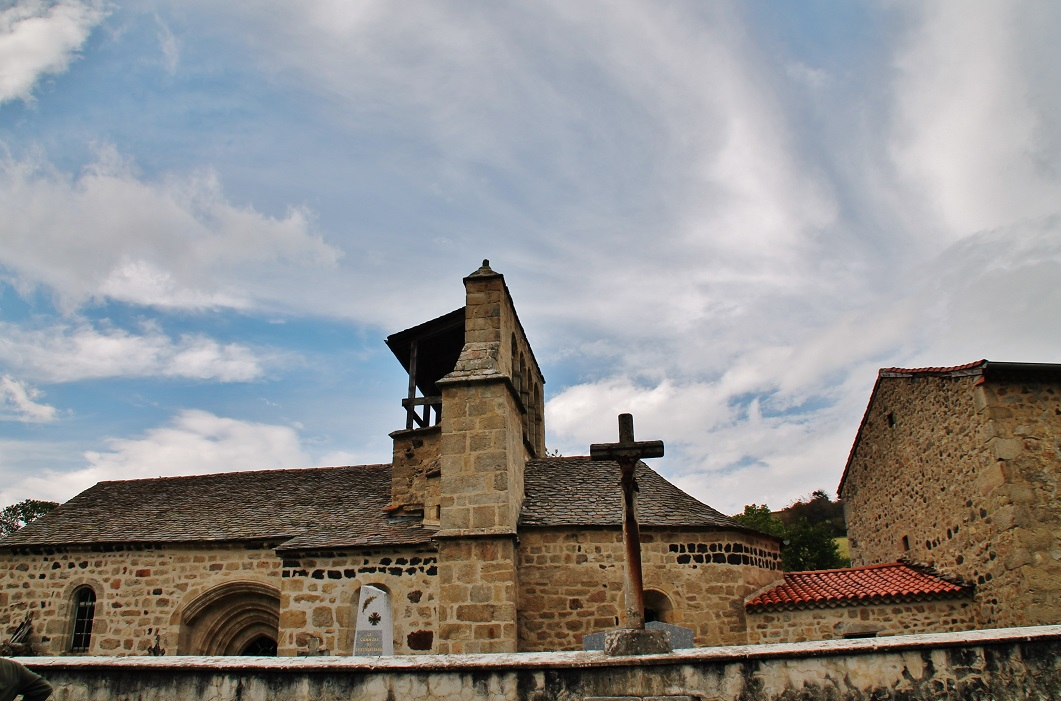
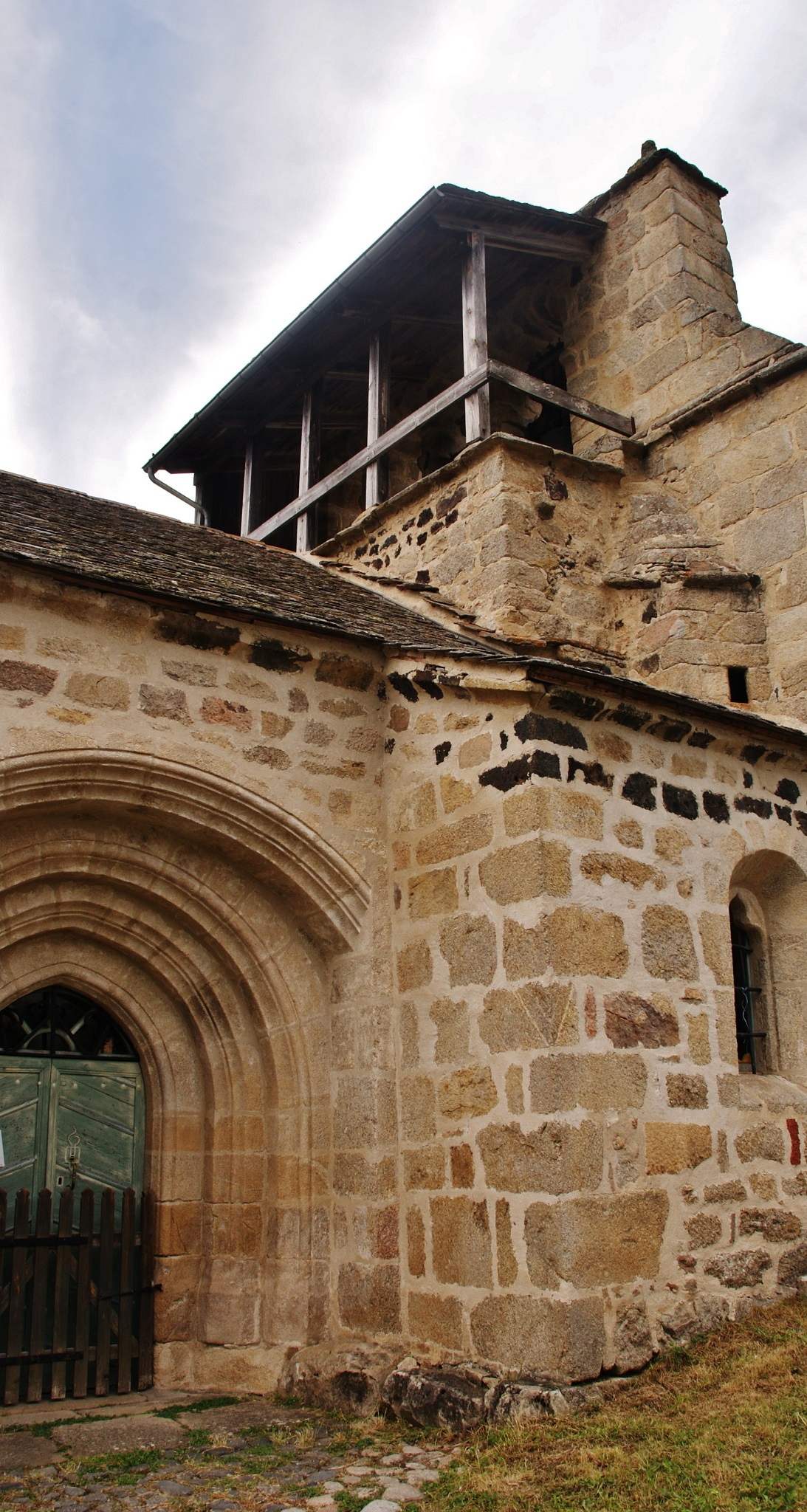